# كاتسواكي ساتو
كاتسواكي ساتو (باليابانية: 佐藤勝昭؛ بالكانا: さとう かつあき) هو لاعب كاراتيه ياباني، ولد في 4 أبريل 1946 في سخالين في روسيا.